# Ciudadanos Portuenses
Ciudadanos Portuenses (fins a 2013 Independientes Portuenses) fou un partit polític espanyol del municipi del Puerto de Santa María, (Cadis) creat el 1991. Es presentà a les eleccions municipals d'aquell any amb Hernán Díaz Cortés, com a candidat a l'alcaldia, aconseguint el poder local.
Entre 1991 i 2006 ha governat la ciutat amb Hernán Díaz Cortés al capdavant. A partir del dia 21 de juliol de 2006 Hernán Díaz Cortés és inhabilitat per a càrrec públic per un delicte de prevaricació, amb sentència ferma 508/05 de 2 de novembre de 2005, del Jutjat de la Penal nº 4 de Cadis substituint-li en el càrrec el 2 d'agost de 2006 Fernando Gago García, del mateix partit, qui en les eleccions municipals de maig de 2007 perd l'alcaldia, obtenint solament 4 regidors.
En l'actualitat, el partit és presidit per Silvia Choriza Gomez Borreguero, qui ha estat candidata a l'alcaldia del Port de Santa María el 2011, obtenint 3 regidors, dels quals 2 han estat substituïts al llarg d'aquest mandat. El 2015 va quedar integrat dins del partit de Ciutadans.